# 埃里约河畔迪尼耶尔
埃里約河畔迪尼耶尔（法語：Dunière-sur-Eyrieux，法語發音：[dynjɛʁ syʁ eʁjø]）是法国阿尔代什省的一个市镇，属于普里瓦区。

## 地理
埃里约河畔迪尼耶尔（44°49'21"N, 4°39'30"E）面积7.73 平方千米，位于法国奥弗涅-罗讷-阿尔卑斯大区阿尔代什省，该省份为法国东南部内陆省份，北起顺时针与卢瓦尔省、伊泽尔省、德龙省、沃克吕兹省、加尔省、洛泽尔省和上盧瓦爾省接壤。
与埃里约河畔迪尼耶尔接壤的市镇（或旧市镇、城区）包括：埃里约河畔莱索利耶尔、埃里约河畔圣福蒂纳、圣于连勒鲁、圣米歇尔-德沙布里亚努、圣樊尚德迪尔福、锡亚克。

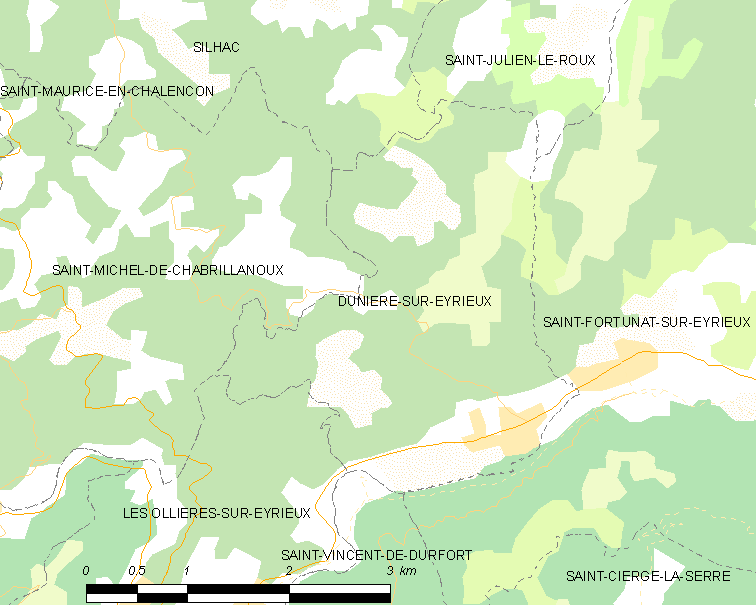
埃里约河畔迪尼耶尔的OSM定位图

埃里约河畔迪尼耶尔的时区为UTC+01:00、UTC+02:00（夏令时）。

## 行政
埃里约河畔迪尼耶尔的邮政编码为07360，INSEE市镇编码为07083。

## 政治
埃里约河畔迪尼耶尔所属的省级选区为上埃里约县。

## 人口

1962-2008年间埃里约河畔迪尼耶尔人口变化图示

埃里约河畔迪尼耶尔于2022年1月1日时的人口数量为437人。